# هاري روبرتس
هاري روبرتس (بالإنجليزية: Harry Roberts)‏ (27 يونيو 1906 في المملكة المتحدة - 1 يناير 1963) هو لاعب كرة قدم بريطاني (وحمل سابقاً جنسية المملكة المتحدة لبريطانيا العظمى وأيرلندا) في مركز الدفاع. لعب مع ليدز يونايتد ونادي بريستول روفيرز ونادي بليموث أرجايل وفريكلي أثلتيك ‏ وCastleford Town F.C. ‏.